# بخش دووالد، شهرستان نوبلز، مینه سوتا
بخش دووالد (به انگلیسی: Dewald Township) یک منطقهٔ مسکونی در ایالات متحده آمریکا است که در شهرستان نوبلز، مینه‌سوتا واقع شده‌است.
 بخش دووالد ۹۳٫۳ کیلومتر مربع مساحت و ۲۹۱ نفر جمعیت دارد و ۵۰۱ متر بالاتر از سطح دریا واقع شده‌است.